# Luzonboeboekuil
De luzonboeboekuil (Ninox philippensis) is een uil die alleen voorkomt in de Filipijnen. Deze uil heette vroeger Filipijnse valk-uil, maar sinds 2022 is deze soort van naam veranderd en steeds verder opgesplitst in aparte soorten.
De Filipijnse naam voor deze vogel is Kuwago.

## Herkenning
Deze soort wordt inclusief staart zo'n 21 tot 26,5 centimeter en heeft een vleugellengte van 16,5 tot 20,5 centimeter. Deze niet zo grote uilensoort is oorloos. De mannetjes en vrouwtjes lijken sterk op elkaar. De luzonboeboekuil verschilt van andere boeboekuilsoorten in de Filipijnen in grootte en patroon op de onderzijde en hun "gezang".
De luzonboeboekuil heeft een witte plek tussen de ogen en de snavel en een witte snor die een soort x vormt over het gezicht van de uil. De bovendelen van de luzonboeboekuil zijn bruin, waarbij de vleugels zijn bedekt door ovaalvormige witte plekken. De staart is donkerbruin met smalle vaalwitte strepen. De zijkanten van het gezicht zijn bruin, de kin is witachtig kleur, terwijl de rest van de onderzijde vaalwit is met brede bruine strepen die opvallender zijn op de buik. De onderkant van de staart is wit. De geruite soorten hebben behalve een geruit patroon aan de onderzijde ook een meer opvallende geruit patroon over de kop, bovenkant van de rug en de vleugels. De poten zijn bedekt met veren tot ongeveer halverwege. De snavel is olijfkleurig geel. De poten zijn vaalgeel.

## Taxonomie
Tot 1945 werden er in de Filipijnen zeven aparte soorten boeboekuilen onderscheiden. Een in 1945 gepubliceerde studie wees uit dat de Filipijnse boeboekuil een polytypische soort was.
Over de indeling in ondersoorten en soorten is geen consensus. In de IOC World Bird List worden nu nog maar drie ondersoorten onderscheiden en ondersoorten op bepaalde eilanden hebben steeds vaker de status van soort.
- N. p. philippensis (Masbate, Catanduanes, Leyte, Luzon, Marinduque, Polillo en Samar)
- N. p. centralis ( Siquijor)
- N. p. ticaoensis (Ticao)

## Leefgebied
De Filipijnse boeboekuil is te vinden in primair en secundair woud tot 1800 meter, alhoewel ze meestal in gebieden onder de 1000 meter boven zeeniveau blijven.

## Voortplanting
Deze soort paart rond februari. Over het nest en de eieren is in het wild niet veel bekend. De nesten zijn te vinden in holle bomen.